# MH 88. Könnyű Vegyes Zászlóalj

A Magyar Honvédség 88. Könnyű Vegyes Zászlóalj jogelődje az MH 88. Gyorsreagálású Zászlóalj, 1993. szeptember 1-jén alakult meg, mint 88. Légimozgékonyságú Zászlóalj.1994. június 27-én a Magyar Köztársaság elnöke (Göncz Árpád) csapatzászlót adományozott a katonai szervezetnek. A haderő átalakítás keretein belül 1996. március 1-jével került átszervezésre, mint Gyorsreagálású Zászlóalj, 2000. október 1-jén, mint MH 1. Könnyű Vegyes Ezreddé szervezték át. Az átalakulás része volt az 1. Gyorsreagálású Század ejtőernyős alegységgé való átszervezése, valamint a 4. és 5. Gyorsreagálású Század felállítása (teljesen csak a 4. század lett feltöltve, az 5. kiképzési feladatokat hajtott végre), amiket BTR-80-as páncélozott szállító harcjárművekkel láttak el.
2004. szeptember 1-jén már mint 25/88 Könnyű Vegyes Zászlóalj kezdte meg működését. A zászlóalj tevékenységének elismeréseként a csapatzászló adományozásával egyidőben 1994-ben első szalagot, 2005-ben második szalagot kapott a Magyar Köztársaság elnökétől és ugyanekkor harmadik szalagot pedig Szolnok Megyei Jogú Város polgármesterétől.
A zászlóalj feladatait a MH 25. Klapka György Lövészdandár (Tata) szolgálati alárendeltségében hajtotta végre egészen 2015. március végéig, mikor is átkerült az MH Összhaderőnemi Parancsnokság szolgálati alárendeltségébe, új megnevezése pedig MH 88. Könnyű Vegyes Zászlóalj lett.
2015. december 31-én éjfélkor megszűnt. Az alakulat a MH 34. Bercsényi László Különleges Műveleti Zászlóalj bázisán létrehozott MH 2. vitéz Bertalan Árpád Különleges Rendeltetésű Ezred kötelék zászlóalja lett.

## Az alakulat parancsnokai
- 1993–2004 Keresztúri László ezredes
- 2004. november 1. – 2006. június 11-ig Sándor Zsolt alezredes
- 2006. június 12. – 2007. július 31-ig Apáti Zoltán őrnagy (megbízott parancsnok)
- 2007. augusztus 1. - 2008. július 31-ig– Sándor Zsolt ezredes
- 2008. augusztus 1. - 2009. május 31-ig Krakkai Csaba őrnagy (megbízott parancsnok)
- 2009. június 1. – 2009. július 8-ig Sándor Zsolt ezredes
- 2009. július 1. - 2013. június 21.[3] dr. Ruszin Romulusz ezredes
- 2013. június 21. – 2014. január 31. Pintér Ferenc alezredes (megbízott parancsnok)[3]
- 2014. február 1.[3] – 2015. március 31.[1] dr. Lippai Péter ezredes

## Helyőrség
Szolnok Megyei Jogú Város Budapesttől 100 km-re keletre a Tisza és Zagyva folyók találkozásánál, az Alföld vízi, szárazföldi és vasúti csomópontjában fekszik. A 78 ezer lakosú település az ország 11. legnépesebb városa, gazdasági, kulturális, idegenforgalmi, oktatási és egészségügyi központ.
Már a város kialakulásakor adott volt az az átkelőhely és közlekedés funkció, amely napjainkban is meghatározó. Az ezen alapuló kereskedelem, illetve az erre megtelepedő ipari szerepkör végig kísérte Szolnok fejlődését. A vasút megjelenésével kereskedelmi és elosztó szerepköre csak tovább erősödött, ipara a gyári nagyiparral bővült, melyhez később dinamikus ágazatok kapcsolódtak.
Jellemző a városra az igazgatási, valamint az erősödő kulturális és szolgáltatási funkció is. A város fejlődési perspektívái szorosan összekötődnek az Alfölddel, az ország nagy és különleges adottságú régiójának lehetőségeivel.
A város katonai és gazdasági szempontból már a középkorban is fontos központ volt és ma is az egyik legnagyobb helyőrsége a Magyar Honvédségnek. A zászlóaljon kívül itt állomásozik a MH 86. Szolnok Helikopter Ezred és a MH 34. Bercsényi László Különleges Műveleti Zászlóalj is.

## Fegyverzet
Gyalogsági fegyverzete:
AK–63 gépkarabély, PKM géppuska, 96M P9RC szolgálati pisztoly, KGP–9 géppisztoly
Páncéltörő fegyverzete:
9M111 Fagot páncéltörőrakéta-rendszer, 9K115–2 Metyisz–M páncéltörőrakéta-rendszer, RPG–7 kézi páncéltörő gránátvető.
Tűztámogató eszközök:
37M 82 mm-es aknavető
Speciális fegyverzete:
SZVD távcsöves puska, Gepárd M1 romboló puska, Szép M–1, M–2 mesterlövész puskák
Speciális haditechnika:
BTR–80 és BTR–80A harcjárművek toronyfegyvereikkel, géppuskáival,
Légiszállításra átalakított UAZ–469 terepjáró személygépkocsi;
PK–1, PK–3 átalakított UAZ–469 híradó rádióállomás;
MB 250, 270 CDI terepjáró személygépkocsik;
RÁBA H–14, H–18 terepjáró személygépkocsik;
RÁBA H–18 alvázra szerelt KD–84 könnyű deszant átkelő készlet
Szállítóeszközként a légiszállításra átalakított, Mi–8T helikopterben belső és külső teherként szállítható, UAZ–469 terepjáró gépkocsik kerültek rendszeresítésre.
A zászlóalj természetesen rendelkezik a speciális feladatok végrehajtásához szükséges gépjárművekkel, műszaki és vegyvédelmi eszközökkel, valamint a vezetést biztosító híradó technikai eszközökkel.

## Kapcsolatok
A zászlóalj, kiképzési és egyéb feladatait az MH 86. Szolnok Helikopter Bázissal, az ejtőernyős állomány az ejtőernyős felkészítést, illetve az ugrásokat az MH 34. Bercsényi László Különleges Műveleti Zászlóaljjal szoros együttműködésben hajtja végre.
A zászlóalj kiterjedt kapcsolatrendszerrel rendelkezik, melyből kiemelkedik a holland 11. Légimozgékonyságú Dandárral, a belga Paracommando Dandárral és az amerikai USASETAF-al fennálló kapcsolat.
Megtörtént a kapcsolatfelvétel a lengyel 6. Légiroham Dandárral, valamint a brit Lancesteri és Cambriai önkéntesekkel.
Az alakulat megalakulása óta élénk és jó kapcsolatot épített ki a helyi és regionális önkormányzatokkal, a történelmi egyházak vezetőivel és a társ fegyveres szervekkel.

## Szervezeti felépítés
A zászlóalj szervezetét harcoló, harcbiztosító és logisztikai alegységek képezik. Az egységet gyorsreagálású századok alkotják. A katonai felsővezetést a szervezet megalakítása során az az elv vezette, hogy egy olyan gyorsreagálású alakulatot hozzon létre, mely bármikor, bárhol, bármilyen körülmények között bevethető és a feladat-végrehajtásában nagyfokú önállóság jellemzi.

## Vezető szervek
- Harctámogató század
- Törzsszázad
- 1. Gyorsreagálású század
- 2. Gyorsreagálású század
- 3. Gyorsreagálású század
- Logisztikai század
- Egészségügyi központ

## Parancsnoki állomány
- Dr. Lippai Péter ezredes, parancsnok
- Gacsal János őrnagy , parancsnokhelyettes
- Dr. Varga Bálint alezredes, törzsfőnök
- Nagy László törzszászlós, vezénylőzászlós